# Juliet Mitchell
Juliet Mitchell, née le 4 octobre 1940 à Christchurch, en Nouvelle-Zélande, est une psychanalyste et universitaire féministe britannique. Connue pour ses essais, elle a aussi enseigné à l'université de Cambridge et l'University College de Londres

## Biographie
Née en 1940 en Nouvelle-Zélande, sa famille s'installe en Angleterre dès 1944.Elle y fait ses études jusqu'à l'obtention d'un doctorat de littérature anglaise.
Elle enseigne ensuite, à partir de 1962 à l'université de Leeds, puis à celle de Reading, etc. Elle devient professeure de psychanalyse au Jesus College de Cambridge,.
Mais elle est surtout connue pour ses essais, pour sa participation à des revues (en particulier à la New Left Review) et à des mouvements militants (ainsi, elle participe dès leur émergence aux mouvements de libération des femmes). Elle fonde le Center for Gender Studies de l'université de Cambridge. En 2010, elle est nommée directrice de l'École doctorale en études psychanalytiques de l'Unité de psychanalyse de l'University College London (UCL). Elle est membre de la société britannique de psychanalyse et de la société internationale de psychanalyse.

## Principaux essais
Woman's Estate est une présentation historique des mouvements de libération des femmes, et une analyse marxiste et féministe de ces mouvements. Psychoanalysis and Feminism, traduit en une quinzaine de langues, défend l'idée que la psychanalyse apporte des outils pour penser la sexualité et lutter pour les droits des femmes. Elle y critique aussi la pensée de Wilhem Reich, de Ronald Laing et de l'antipsychiatrie. Elle écrit également plusieurs essais dans les années 2000 où elle met en exergue de façon alors inédite l'influence de la fratrie dans la construction du psychisme.

## Distinctions
- Docteur honoris causa de l'université de Lorraine (2022)[4]

## Ouvrages

### Publications
- Woman's Estate, Pantheon Books, 1971, réédité en 2015 chez Verso. Publié en français sous le titre L'Âge de femme, en 1974.
- Psychoanalysis and Feminism, 1974. Publié en Français sous le titre Psychanalyse et féminisme, éditions des femmes, cette même année 1974.
- Women and equality, University of Cape Town, 1975.
- Women : The Longest Revolution, Virago Press, 1984.
- Siblings : sex and violence, University of Cambridge, 2003.
- Mad Men And Medusas: Reclaiming Hysteria. Publié en français sous le titre Frères et sœurs : sur la piste de l'hystérie masculine, en 2008.

### Directions de publications collectives
- The Selected of Melanie Klein, Free Press, 1987.
- Who's Afraid of Feminism ? Seeing Through the Backlash, New Press, 1997.
- Feminine sexuality : Jacques Lacan and the École freudienne, éd. Palgrave, 1984.